# Euschemon rafflesia
Euschemon rafflesia este o specie de fluture din familia Hesperiidae. Este întâlnită în Australia. Este singura specie din genul Euschemon., dar și din subfamilia Euschemoninae.

## Sinonime
- Euschemon alba Mabille, [1903]
- Euschemon alboornatus Olliff, 1891
- Euschemon viridis Waterhouse, 1932
- Exometoeca rafflesia (Macleay, [1827])
- Hesperia rafflesia Macleay, [1827]